# 정범조 (1833년)
정범조(鄭範朝, 1833년 ~ 1898년)는 조선의 문신이다. 본관은 동래(東萊). 자는 우서(禹書), 호는 규당(葵堂)이다. 영의정 정원용의 손자이고, 좌찬성 정기세의 아들이다.

## 생애
1859년(철종 10) 증광문과에 병과로 급제하여 규장각 대교와 검교 대교를 거쳤다. 고종 때 이조참의, 성균관대사성, 이조참판, 규장각직제학, 홍문관부제학을 거쳐 전라도관찰사가 되고 이후 공조판서, 우부빈객을 거쳐 예조판서, 의정부좌참찬에 이어 우참찬, 한성부판윤, 공조판서, 우부빈객을 두루 거쳐 홍문관제학, 예문관제학을 거쳐 산릉도감제조가 되고 이후 이조판서를 거쳐 예문관제학과 검교직제학을 거쳐 예문관제학, 이조판서, 한성부판윤, 판의금부사를 지내고 예문관제학, 홍문관제학을 거쳐 우부빈객을 지낸 뒤 병조판서, 판의금부사, 공조판서를 거쳐 예문관제학과 판돈녕부사를 지내고 호조판서가 된다. 이후 홍문관제학, 좌빈객에 이어 예문관제학, 규장각제학, 홍문관제학을 지내고 다시 호조판서를 지내다 판돈녕부사를 거쳐 좌빈객에 판의금부사를 하고 호조판서를 지내고 우의정, 좌의정을 지내다 우의정을 지내고 대한제국 때는 판중추부사, 태의원도제조를 지냈다. 시호는 문헌(文憲)이다.